# Irenek khan
Irenek khan (russo: Иренек хан) é uma banda de etno-rock russa de etnia Cacassiana que foi estabelecido em Abakan em 2007. O grupo é composto por Yulia Tinnikova, Arzyan Tudenev, Aleksey Bryukhanov, Igor Kolesnikov e Ivan Kolov. Desde 2008, o grupo participou de uma série de festivais locais e internacionais Irenek Khan ganhou  em 2016 com o maior possível de pontos, e deveria, portanto, representar a Khakasia na mais tarde canção de Turkvission. Em 2017, representou o grupo Khakasia na concursão de música all-russa Novaja zvezda, onde chegou a um quarto lugar entre os 85 participantes.
Irenek khan apresenta música com traços folclóricos Cacassianos e Altaístas. O grupo utiliza elementos e instrumentos tradicionais como o strupesang, o Saz, o morinkhur, o khorakh e o berimbau de boca.